# العلاقات الليختنشتانية النيجيرية
العلاقات الليختنشتانية النيجيرية هي العلاقات الثنائية التي تجمع بين ليختنشتاين ونيجيريا.

## مقارنة بين البلدين
هذه مقارنة عامة ومرجعية للدولتين:
| وجه المقارنة                                              | ليختنشتاين                                 | نيجيريا                     |
| --------------------------------------------------------- | ------------------------------------------ | --------------------------- |
| المساحة (كم2)                                             | 16                                         | 923.77 ألف                  |
| عدد السكان (نسمة)                                         | 37.47 ألف                                  | 190.89 مليون                |
| الكثافة السكانية (ن./كم²)                                 | 234.19 ألف                                 | 206.64                      |
| العاصمة                                                   | فادوتس                                     | أبوجا، لاغوس                |
| اللغة الرسمية                                             | اللغة الألمانية                            | لغة إنجليزية، اللغة اليوربا |
| العملة                                                    | فرنك سويسري                                | نيرة نيجيرية                |
| الناتج المحلي الإجمالي (بليون دولار)                      | 6.29 مليار                                 | 375.77 مليار                |
| الناتج المحلي الإجمالي (تعادل القوة الشرائية) بليون دولار |                                            | 1.09 تريليون                |
| الناتج المحلي الإجمالي الاسمي للفرد دولار أمريكي          |                                            | 2.64 ألف                    |
| الناتج المحلي الإجمالي للفرد دولار أمريكي                 |                                            | 5.91 ألف                    |
| مؤشر التنمية البشرية                                      | 0.908                                      | 0.514                       |
| رمز المكالمات الدولي                                      | +423                                       | +234                        |
| رمز الإنترنت                                              | .li                                        | .ng                         |
| المنطقة الزمنية                                           | توقيت وسط أوروبا، ت ع م+01:00، ت ع م+02:00 | ت ع م+01:00                 |

## منظمات دولية مشتركة
يشترك البلدان في عضوية مجموعة من المنظمات الدولية، منها:
| علم المنظمة | اسم المنظمة                   | تاريخ انضمام ليختنشتاين | تاريخ انضمام نيجيريا |
| ----------- | ----------------------------- | ----------------------- | -------------------- |
|             | الاتحاد البريدي العالمي       | ?                       | ?                    |
|             | الاتحاد الدولي للاتصالات      | 25 يوليو 1963           | 11 أبريل 1961        |
|             | منظمة حظر الأسلحة الكيميائية  | ?                       | ?                    |
|             | منظمة التجارة العالمية        | ?                       | ?                    |
|             | منظمة الشرطة الجنائية الدولية | ?                       | ?                    |
|             | الأمم المتحدة                 | 18 سبتمبر 1990          | 7 أكتوبر 1960        |

## وصلات خارجية
- موقع وزارة الخارجية النيجيرية